# Hydroporus foveolatus
Hydroporus foveolatus är en skalbaggsart som beskrevs av Oswald Heer 1839. Hydroporus foveolatus ingår i släktet Hydroporus och familjen dykare. Inga underarter finns listade i Catalogue of Life.